# Lübs
Lübs là một đô thị ở huyện Vorpommern-Greifswald (trước thuộc huyện Uecker-Randow), bang Mecklenburg-Vorpommern, Đức. Đô thị này có diện tích 30,05 km², dân số thời điểm ngày 31 tháng 12 năm 2006 là 426 người.